# Swiss Krono Group
Swiss Krono Group AG ist ein in Familienbesitz befindliches Unternehmen der Holzwerkstoffindustrie, die den Rohstoff Holz zum industriell gefertigten Massenprodukt verarbeitet. Die produzierten und weltweit vertriebenen Holzwerkstoffe teilen sich in die Geschäftsbereiche Interiors (Produkte für den Möbel- und Innenausbau), Building Materials (leistungsfähige OSB-Platten für den Holzbau) und Flooring (Laminatböden in vielfältiger Ausprägung).
Aktuell exportiert Swiss Krono Group in fast zwei Drittel aller Länder der Welt (121 von 194). Das Unternehmen betreibt Werke in der Schweiz, Frankreich, Deutschland, Polen, Ungarn, Ukraine, Russland sowie in den USA.

## Geschichte
Die aus Österreich stammende Unternehmerfamilie Kaindl gründete 1897 in Lungötz bei Salzburg ein Sägewerk; ab 1948 erzeugte das Sägewerk Sperrholz für die Möbelindustrie, 1959 folgten Spanplatten. Die Firma wurde nach dem Tod von Matthias Kaindl gemeinsam von dessen Söhnen, Ernst und Matthias Kaindl, geführt. 1966 gründete Ernst Kaindl die Swiss Krono Group als AG für Holzindustrie 1966 in Menznau bei Luzern in der Schweiz. 1987 erfolgte die Spaltung der Familiengesellschaft in die Krono-Gruppe Schweiz, Kern der Swiss Krono Group, unter Führung von Ernst Kaindl und der weiterhin in Österreich beheimateten Kronospan-Gruppe unter der Führung von Matthias Kaindl und dessen Sohn Peter.
Der Unternehmensgründer Ernst Kaindl starb im April 2017; schon ab 2014 hatte dessen Tochter aus zweiter Ehe, Ines Kaindl-Benes, schrittweise Verantwortung im Unternehmen übernommen. Seit 1. Februar 2024 führt Peter Wijnbergen als Chief Executive Officer (CEO) die operativen Geschäfte der Gruppe.

## Standorte
Es gibt zehn Werke in acht Ländern (Stand Mai 2018):
- Schweiz (SWISS KRONO Schweiz): 450 Mitarbeiter, rund 634'800 Kubikmeter jährliches Produktionsvolumen, Produkte: Interiors, Building Materials, Flooring (unter der Marke KRONOSWISS) Besonderheit: erstes Werk der Gruppe
- Polen: über 1.115 Mitarbeiter, rund 1,36 Millionen Kubikmeter jährliches Produktionsvolumen, Produkte: Interiors, Building Materials, Flooring (unter der Marke KRONOPOL) Besonderheit: Grösstes Werk der Gruppe
- Deutschland: 850 Mitarbeiter, rund 1 Million Kubikmeter jährliches Produktionsvolumen, Produkte: Building Materials, Flooring (unter der Marke KRONOTEX)
- Frankreich: 410 Mitarbeiter, rund 824'800 Kubikmeter jährliches Produktionsvolumen, Produkte: Interiors, Building Materials
- USA: 180 Mitarbeiter, Produkte: Flooring (unter der Marke American Concept)
- Russland: 910 Mitarbeiter, rund 909'000 Kubikmeter jährliches Produktionsvolumen, Produkte: Interiors, Building Materials, Flooring (unter der Marke KRONOSTAR)
- Ukraine: 750 Mitarbeiter, rund 711'000 Kubikmeter jährliches Produktionsvolumen, Produkte: Interiors, Building Materials Besonderheit: drei Werke in der Ukraine
- Ungarn: 130 Mitarbeiter, rund 280'000 Kubikmeter jährliches Produktionsvolumen, Produkte: Building Materials, Besonderheit: jüngstes Werk der Gruppe, auf OSB spezialisiert

## Kritik und Kontroversen
Laut einem Bericht der ukrainischen Zeitung Kyiv Post ist die Swiss Krono Group in Korruption und illegalen Holzhandel mit der Ukraine verstrickt. Laut der Zeitung hat das Londoner Umweltüberwachungsunternehmen Earthsight herausgefunden, dass die österreichischen Holzunternehmen Schweighofer, Kronospan, Lenzing, JAF Group sowie das Schweizer Unternehmen Swiss Krono und eine polnische Fabrik des amerikanischen Konzerns International Paper in illegale Machenschaften rund um den Import von ukrainischem Holz in die EU verwickelt seien. Die Untersuchung brachte Beweise dafür, dass Rundholz aus der Ukraine in Zollanmeldungen als Brennholz falsch bezeichnet wurde, um das seit 2015 geltende Verbot von Rundholzexporten und das seit 2017 geltende Verbot von Kiefernholzexporten zu umgehen.
Zuvor fanden journalistische Untersuchungen von Reportern der Kiewer Post und des Projekts zur Berichterstattung über organisierte Kriminalität und Korruption Beweise für die Beteiligung der österreichischen Firma Schweighofer am illegalen Holzschlag in der Ukraine. Schweighofer hat auch die Europäische Union aufgefordert, Druck auf die ukrainischen Regierungsbeamten auszuüben, um das Moratorium aufzuheben, so die Untersuchungsergebnisse.
Nach dem neuesten Bericht des World Wide Fund for Nature (WWF) wird bis zu einem Viertel des Karpatenholzes illegal geschlagen – ohne Genehmigung und in unbefugten Gebieten wie Nationalparks. Das entspricht einer Million Kubikmeter Holz pro Jahr.